# Rue de la Montagne-de-l'Espérou
La rue de la Montagne-de-l'Espérou est une voie du 15e arrondissement de Paris, en France.

## Situation et accès
La rue de la Montagne-de-l'Espérou est une voie située dans le 15e arrondissement de Paris. Elle débute au 2, rue Cauchy et se termine au 56, rue Balard.

## Origine du nom

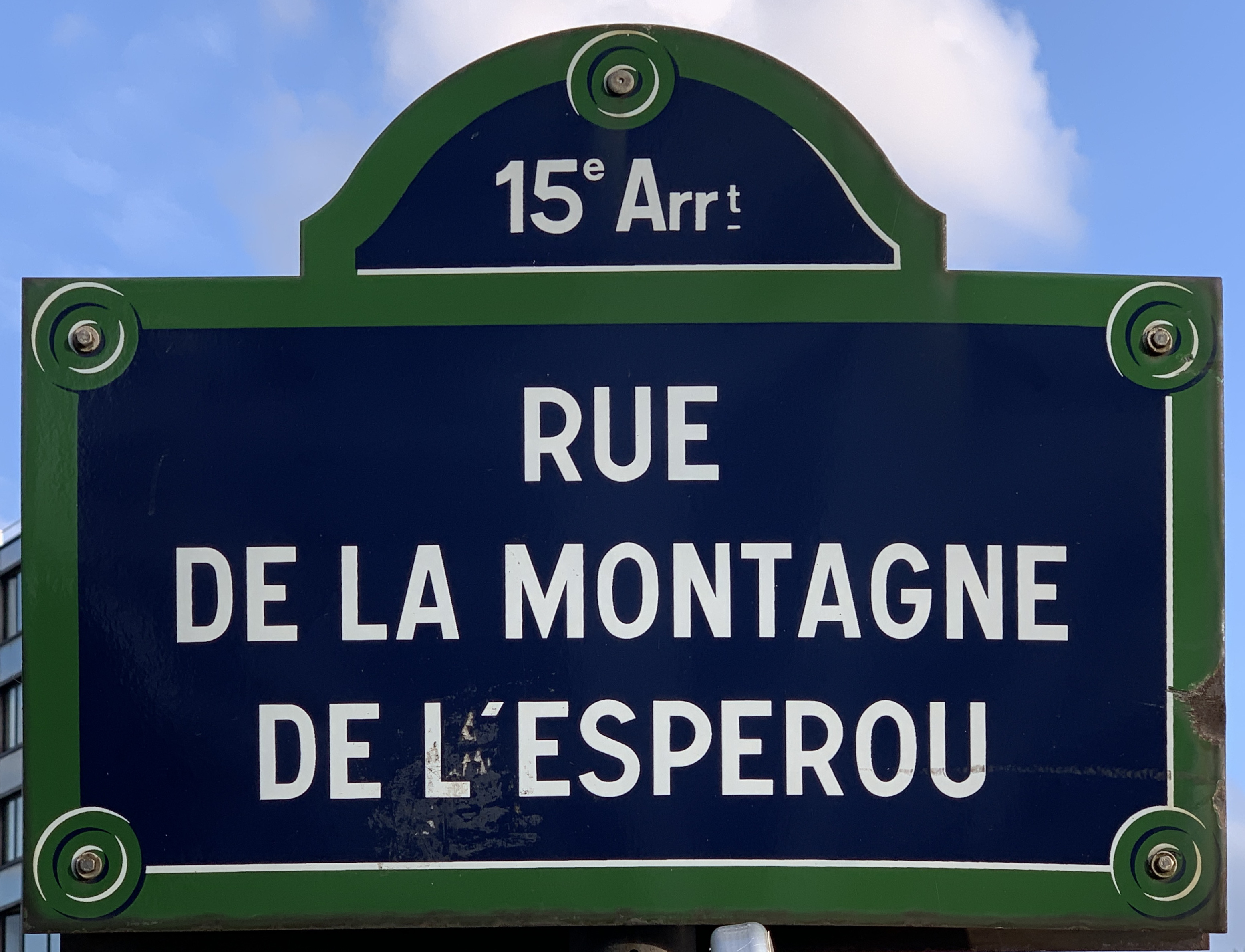
Plaque de la rue.

Elle porte le nom de la montagne de l'Espérou, un sommet des Cévennes.

## Historique
La voie est créée dans le cadre de l'aménagement de la ZAC Citroën-Cévennes sous le nom provisoire de « voie BB/15 » et prend sa dénomination actuelle le 10 avril 1989. 